# Ana María Anton
Ana María Anton (n. el 17 de octubre de 1942) es una bióloga argentina, especializada en botánica. Fue profesora de la Universidad Nacional de Córdoba e investigadora principal del Consejo Nacional de Investigaciones Científicas y Técnicas (CONICET).

## Biografía
Anton se graduó de bióloga en la Facultad de Ciencias Exactas, Físicas y Naturales de la Universidad Nacional de Córdoba, Argentina. En esa misma unidad académica obtuvo en 1982 su doctorado en Ciencias Biológicas con una tesis que versó sobre agrostología.
Fue profesora titular de la cátedra de Diversidad Vegetal II en la carrera de Biología de la UNC e investigadora principal del CONICET. En 1983 fue una de las docentes que participó de la fundación del Instituto Multidisciplinario de Biología Vegetal (IMBIV), un instituto de investigación de CONICET y la UNC. Entre 1996 y 2011 fue directora de dicho instituto, así como del Museo Botánico de la universidad. También fue directora de la Carrera del Doctorado en Ciencias Biológicas de la UNC (1999-2004) y del Consejo de Investigaciones Científicas y Tecnológicas de la Provincia de Córdoba.
Es miembro de la Academia Nacional de Ciencias desde 2001 y de organizaciones como Species Plantarum Program (Flora of the World), Organization for Flora Neotropica y del Comité Científico de la Red Latinoamericana de Botánica (RLB).

## Algunas publicaciones
- 2010. La identidad de Vernonia setososquamosa (Asteraceae, Vernonieae): Evidencias cromosómicas y palinológicas. Darwiniana (en prensa)

- 2010. Pollen morphology of the South American genus Lessingianthus (Vernonieae, Asteraceae) and its taxonomic implications. Grana 49:12-25

## Honores

### Miembro
- "Species Plantarum Program" (Flora del Mundo), de la "Organización de Flora Neotrópica".
- "Comité Científico de la Red Latinoamericana de Botánica" (RLB).
- Directorio (1988-1990) y de 1990 a 1991 presidenta del "Consejo de Investigaciones Científicas y Tecnológicas de la Provincia de Córdoba".
- Directora del "Programa Flora Fanerogámica Argentina".
- Académica Emérita de la Academina Nacional de Ciencias (2024).[3]

### Epónimos
- (Aizoaceae) Conophytum antonii S.A.Hammer[4]

- (Asphodelaceae) Aloe antonii J.-B.Castillon[5]

- (Orchidaceae) Chondrorhyncha antonii P.Ortiz[6]

- (Orchidaceae) Dracula antonii Luer[7]

- (Orchidaceae) Echinorhyncha antonii (P.Ortiz) Dressler[8]

- (Poaceae) Calamagrostis antoniana (Griseb.) D.M.Moore[9]

- La abreviatura «Anton» se emplea para indicar a Ana María Anton como autoridad en la descripción y clasificación científica de los vegetales.[10]